# 叶夫列姆·索科洛夫
叶夫列姆·叶夫谢耶维奇·索科洛夫（俄语：Ефрем Евсеевич Соколов；1926年4月25日—2022年4月3日），白俄罗斯人，苏联党和国家领导人。曾任白俄罗斯共产党布列斯特州委第一书记，白共中央第一书记等职务。

## 生平
- 1926年4月25日出生于苏联白俄罗斯莫吉廖夫州戈拉茨基区列夫奇诺村的一个农民家庭。
- 1944年-1950年，苏联军队服役。
- 1950年-1956年，白俄罗斯农业学院学习，期间担任实验农场拖拉机驾驶员。1955年加入苏联共产党。
- 1956年-1958年，布列斯特州斯托林斯基区普洛特尼茨卡集体农场首席农艺师，伊万诺沃区德鲁日洛维茨卡集体农场主任，布列斯特州伊万诺沃区农业检验局局长。
- 1958年-1961年，白俄罗斯共产党布列斯特州伊万诺沃区党委第二书记。1961年毕业于苏共中央高级党校。
- 1961年-1965年，哈萨克共产党巴夫洛达尔州乌尔留秋区党委第一书记，乌尔留秋区集体农庄农场生产管理局党委书记，巴夫洛达尔州国营农场管理委员会委员。
- 1965年-1967年，布列斯特州农业与采购工人职员工会主席。
- 1967年-1969年，白共布列斯特州伊万诺沃区党委第二书记。
- 1969年-1975年，白共中央农业部副部长。
- 1975年-1977年3月，白共中央农业部长。
- 1977年3月-1987年2月，白共布列斯特州委第一书记。
- 1987年2月-1990年11月，白共中央第一书记。
- 1990年12月起退休，享受明斯克市联邦养老金待遇。
- 2022年4月3日于明斯克逝世，享年95岁。

索科洛夫是苏共26-28大代表，第28届中央政治局委员，第26届中央候补委员，第27-28届中央委员；第10-11届苏联最高苏维埃民族院代表，苏联人民代表。

## 荣誉
- 社会主义劳动英雄称号（1986）
- 列宁勋章（1986）
- 十月革命勋章（1978）
- 二级卫国战争勋章（1985）
- 三次劳动红旗勋章（1971,1973,1982）